# Liste der Fließgewässer im Flusssystem Baunach
Die Liste der Fließgewässer im Flusssystem Baunach umfasst alle direkten und indirekten Zuflüsse der Baunach, soweit sie namentlich auf dem Bayernatlas in einer der gebotenen Darstellungen aufgeführt sind. Namenlose Zuläufe und Abzweigungen werden nicht berücksichtigt. Wenn nach dem Zusammenfluss zweier Gewässerabschnitte sich der Gewässername ändert, werden die beiden Zuflüsse als Quellzuflüsse separat ausgewiesen, ansonsten wird der Teilbereichsname in Klammern hinzugestellt. Die Längenangaben sind auf eine Nachkommastelle gerundet, ohne dass die Angaben in den Quellen selbst deshalb immer auch nur auf diese Stellenzahl genau sein müssten. Die Fließgewässer werden jeweils flussabwärts aufgeführt. Die orografische Richtungsangabe bezieht sich auf das direkt übergeordnete Gewässer.

## Einzugsgebiet

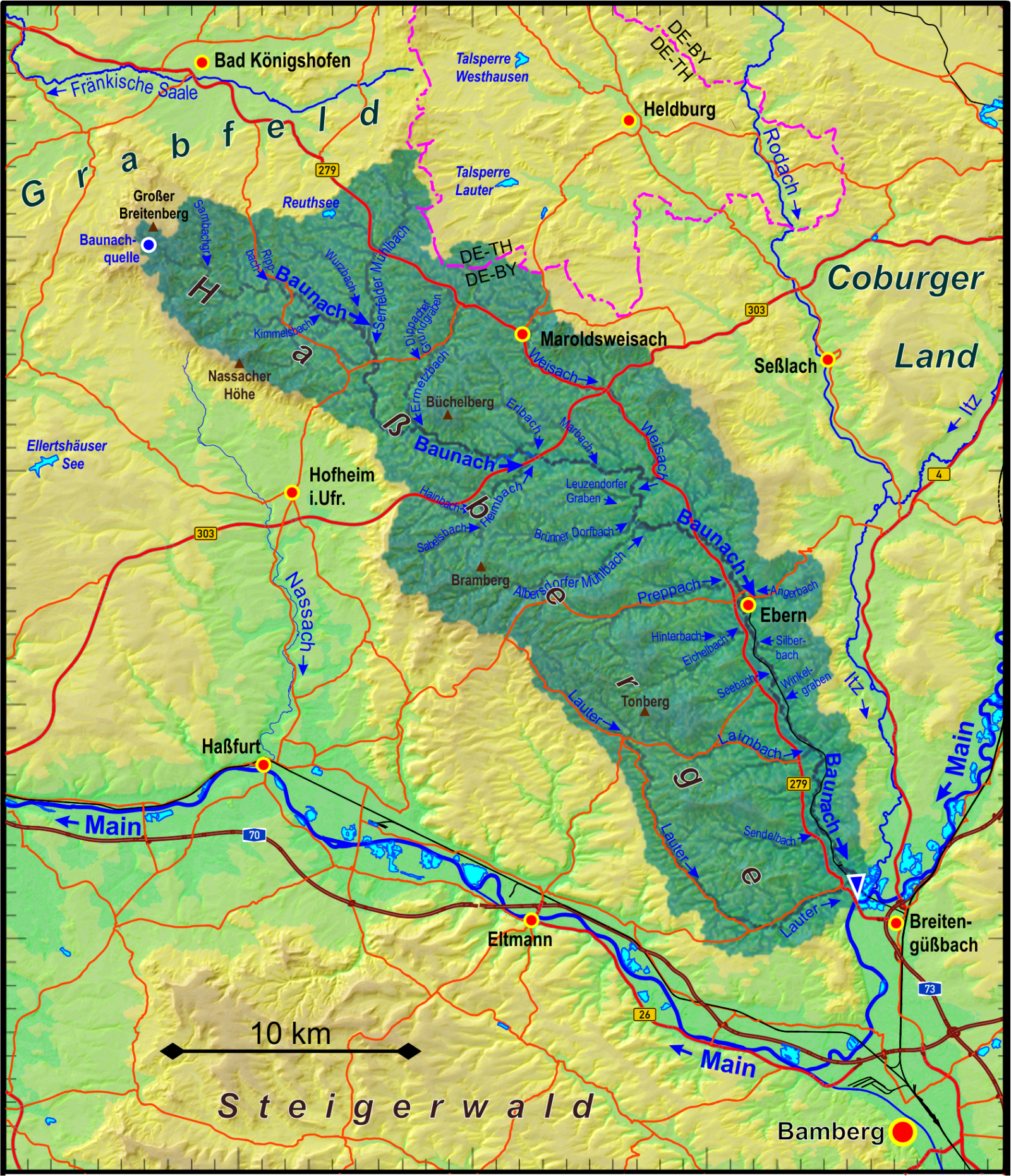
Einzugsgebiet der Baunach

## Baunach
Die Baunach ist ein 53,9 km langer rechter Zufluss des Mains mit 426,2 km² großem Einzugsgebiet.

## Fließgewässer mit Längen über 5km
Das Diagramm enthält auch indirekte Zuflüsse der Baunach.

## Zuflüsse
Direkte und indirekte Zuflüsse der Baunach
(jeweils von der Quelle zur Mündung mit Längenangaben und Größen der Einzugsgebiete nach dem  Verzeichnis der Bach- und Flussgebiete in Bayern – Flussgebiet Main, Mündungsorten mit Koordinaten , Mündungshöhen in Meter über Normalhöhennull (m ü. NHN) nach dem Bayernatlas)

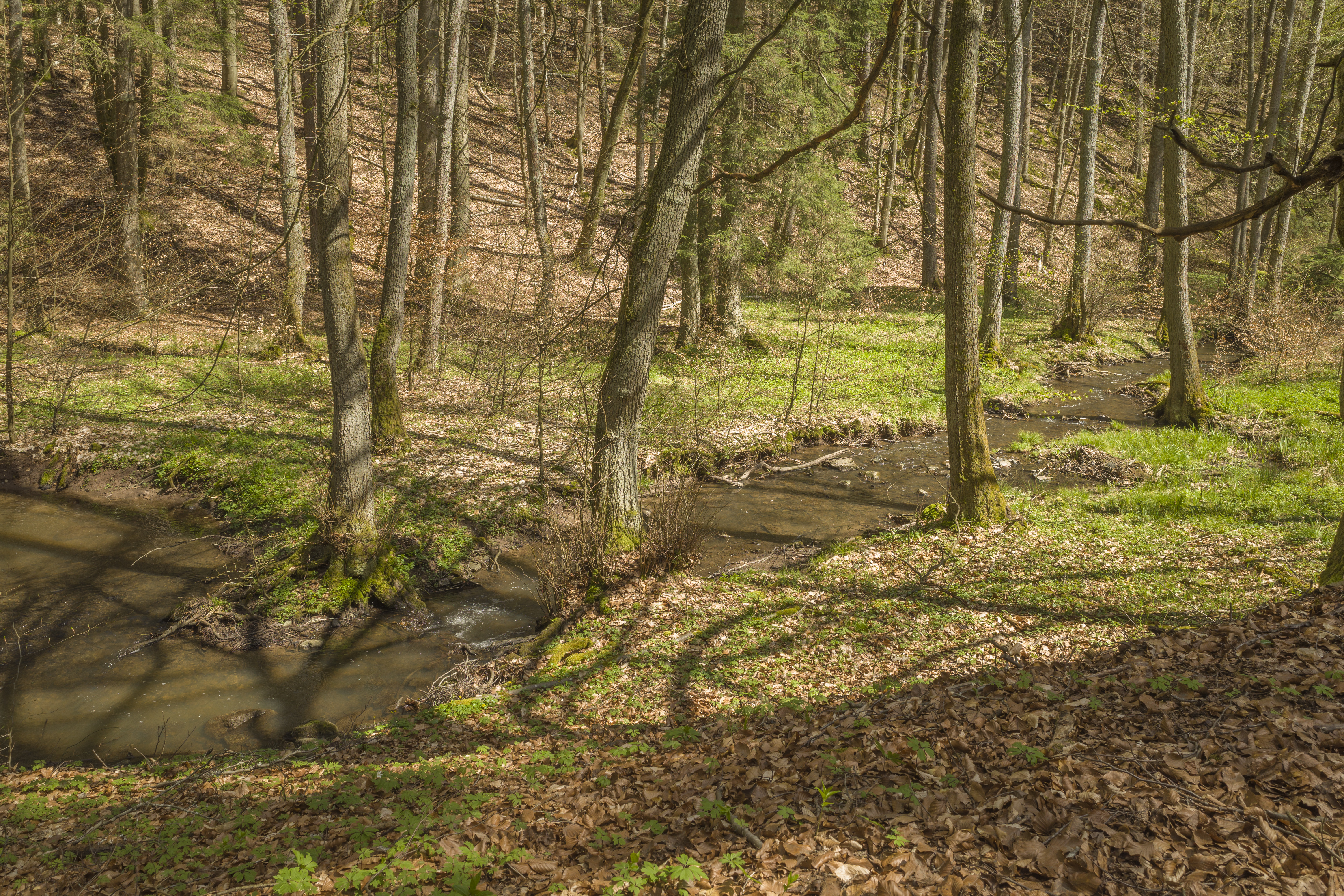
Der Sambachgraben
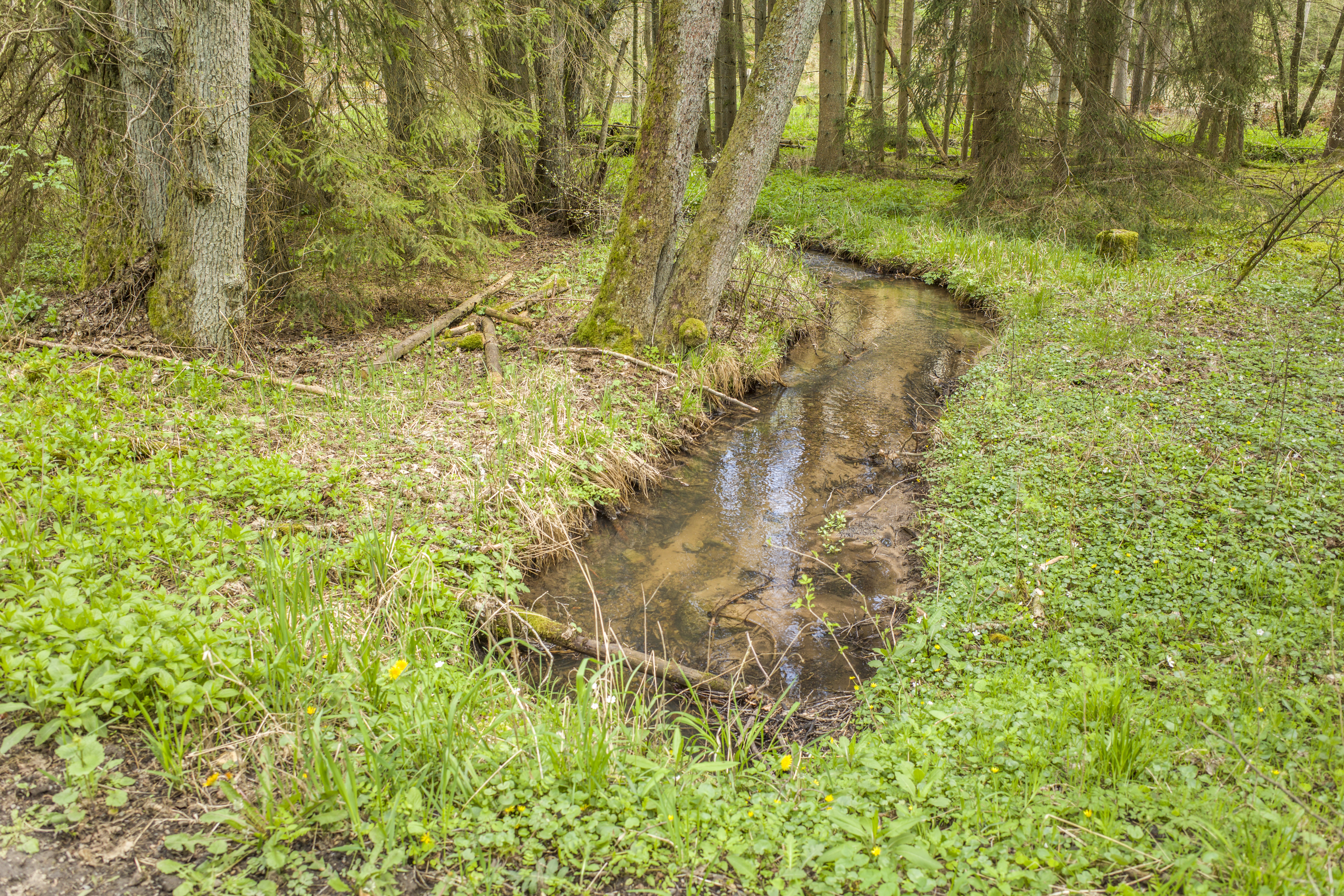
Der Sumpfgraben

- Kleine Baunach[3] (rechts), 0,8 km[4], , 419 m ü. NHN
- Sambachgraben (links), 3,8 km, 4,51 km², , 366 m ü. NHN
  - Saugraben[5] (rechts), 0,3 km[4], , 392 m ü. NHN
- Sumpfgraben[6] (rechts), 2,6 km[4], , 354 m ü. NHN
- Lindachgraben[7] (links), 0,5 km[4], westlich von Bundorf , 328 m ü. NHN

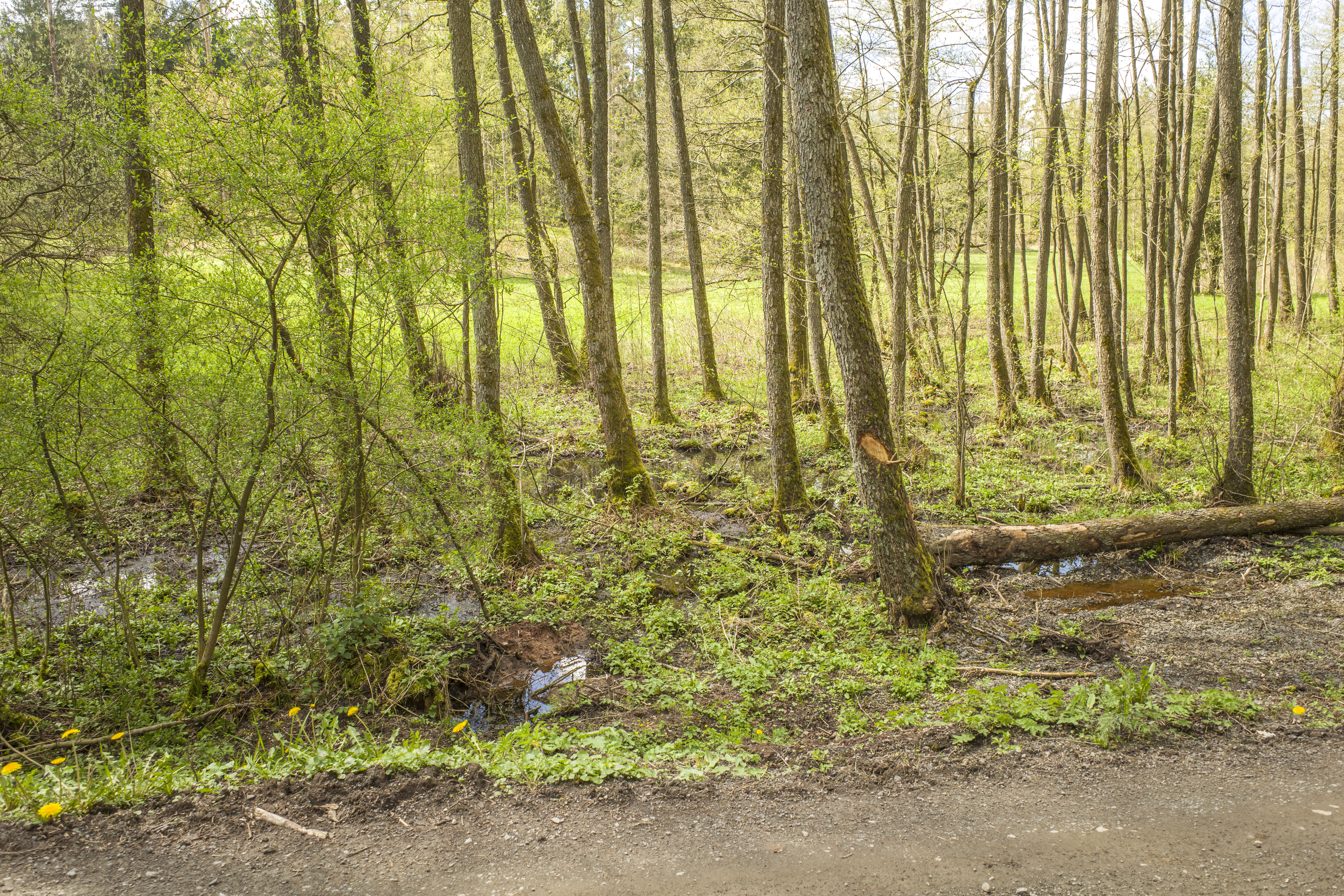
Der Höllgraben

- Höllgraben (rechts), 4,0 km, 3,14 km², westlich von Bundorf , 326 m ü. NHN
- Rippbach (links), 1,6 km[4] (mit Auerbach 4,7 km), 7,91 km², bei Bundorf , 321 m ü. NHN
  - Auerbach (linker Oberlauf, Hauptstrang), 3,1 km, nordwestlich von Bundorf , 332 m ü. NHN
  - Irrenbach (rechter Oberlauf, Nebenstrang), 2,9 km[4], nordwestlich von Bundorf , 332 m ü. NHN
- Kimmelsbach (rechts), 4,7 km, 3,55 km², östlich von Kimmelsbach , 314 m ü. NHN
- Hainbach (rechts), 2,2 km, , 312 m ü. NHN
- Serrfelder Mühlbach (links), 4,1 km (mit Tränkleinsgraben 7,4 km), 30,08 km², bei Neuses , 307 m ü. NHN
  - Tränkleinsgraben (rechter Oberlauf, Hauptstrang), 3,3 km, 7,49 km², südlich von Sulzdorf an der Lederhecke,  , 321 m ü. NHN
    - Reuthgraben (rechts), 1,6 km[4], am Südrand von Sulzdorf , 323 m ü. NHN

  - Lückengraben (linker Oberlauf, Nebenstrang), 5,6 km, 8,32 km², südlich von Sulzdorf , 321 m ü. NHN
  - Leppachsgraben (rechts), 1,9 km[4], südlich von Sulzdorf , 321 m ü. NHN
  - Hörlabach (links), 0,4 km[4], , 321 m ü. NHN
  - Wurzbach (rechts), 4,9 km, 7,40 km², östlich von Neuses , 307 m ü. NHN
- Stöckacher Mühlbach (rechts), 5,3 km, westlich von Schweinshaupten , 302 m ü. NHN
  - Sandgraben[8]  (rechts), 2,3 km, nordwestlich von Stöckach , 322 m ü. NHN
- Ermetz(bach) (links), 10,8 km, 24,37 km², in Sulzbach , 291 m ü. NHN
  - Dippacher Grundgraben (rechts), 4,1 km[4], südwestlich von Birkenfeld , 313 m ü. NHN
- Hutgraben[9] (rechts), 1,2 km[4], bei der Rohrmühle , 291 m ü. NHN
- Dorfbach (links), 2,6 km[4], in Gemeinfeld , 280 m ü. NHN
- Erlbach (links), 4,8 km, 9,41 km², ostsüdöstlich von Gemeinfeld , 278 m ü. NHN
  - Grenzgraben (links), 2,0 km[4], östlich von Ditterswind , 311 m ü. NHN
- Heimbach (rechts), 4,4 km (mit Hainbach 7,6 km), 23,16 km², ostsüdöstlich von Gemeinfeld , 278 m ü. NHN
  - Hainbach (linker Oberlauf, Hauptstrang[10]), 3,2 km[4], nordwestlich der Kreuzmühle , 304 m ü. NHN
    - Rotemartergraben[11] (rechts), 1,2 km[4] , 312 m ü. NHN

  - Sabelsbach (rechter Oberlauf, Nebenstrang), 6,0 km[4], , 304 m ü. NHN
    - Roter Grundbach[12] (links). 1,2 km[4], , 345 m ü. NHN
    - Mittelbach[13] (rechts), am Südrand von Hohnhausen , 304 m ü. NHN

  - Fitzendorfer Bach (links), 2,0 km[4], östlich von Ibind , 294 m ü. NHN
- Marbach (links), 2,9 km[4], zwischen Römmelsdorf und Lohr , 275 m ü. NHN
- Zöschgraben (links), 1,8 km[4], östlich von Lohr , 272 m ü. NHN

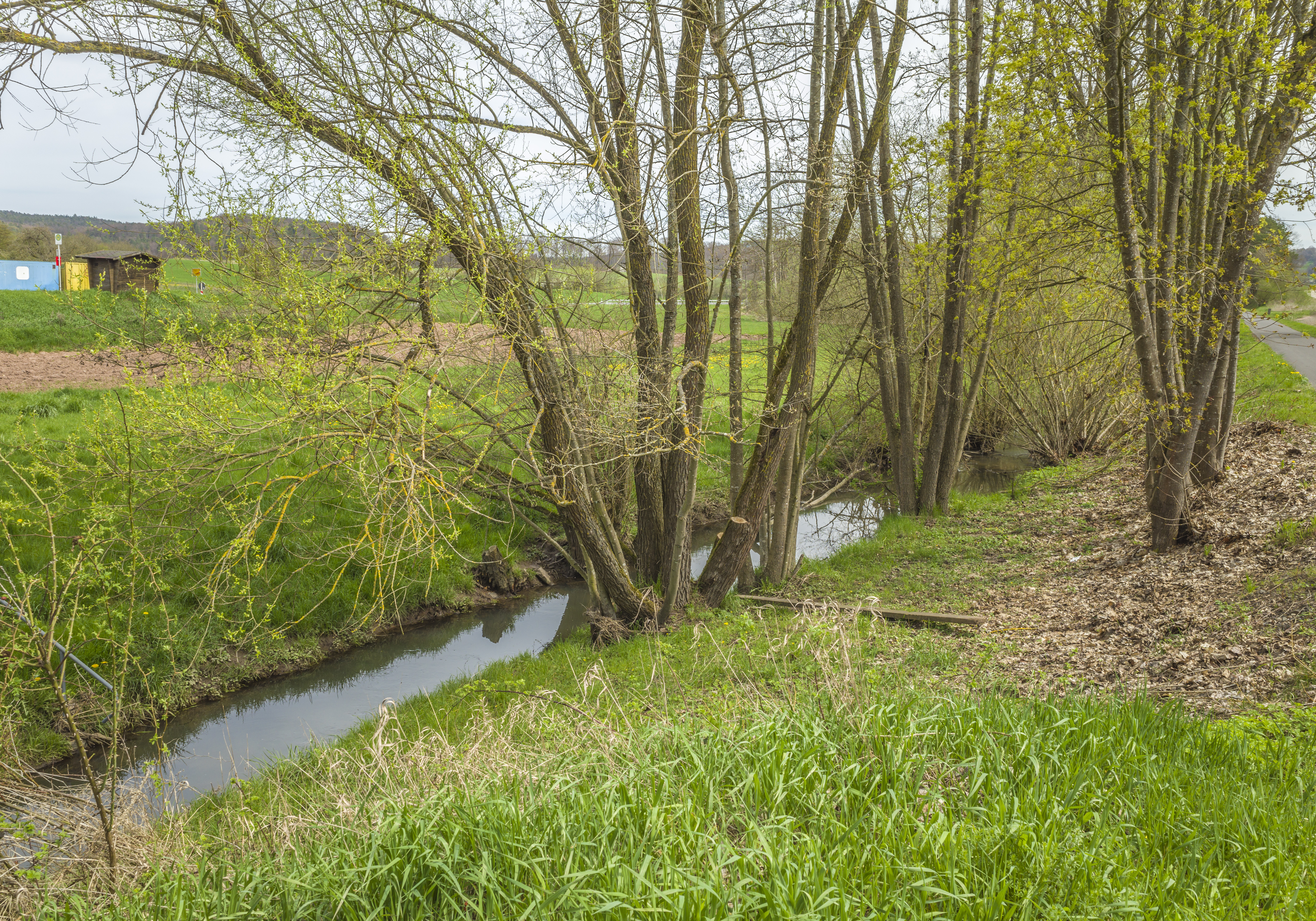
Die Weisach

- Weisach (links), 13,9 km, 39,90 km², westlich des Kernortes Pfarrweisach, , 272 m ü. NHN
  - Schrottenbach[14] (links), 1,3 km[4], westlich von Voccawind , 321 m ü. NHN
  - Zeilbachgraben (links), 0,7 km[4], bei der Voccawindermühle , 315 m ü. NHN
  - Geroldsgrundbach (links), 0,7 km[4], bei der Voccawindermühle , 313 m ü. NHN
  - Breitewiesengraben (rechts), 0,9 km[4], bei der Voccawindermühle , 312 m ü. NHN
  - Perlesbachgraben (rechts), 1,0 km[4], westlich von Todtenweisach , 309 m ü. NHN
  - Zieglersgrundbach (links), 2,2 km, 1,71 km²,  östlich von Todtenweisach , 304 m ü. NHN
  - Froschgrundbach (links), 1,8 km[4], nordwestlich von Pfaffendorf , 301 m ü. NHN
  - Seegraben (rechts), 0,7 km[4], bei Pfaffendorf , 298 m ü. NHN
  - Neumühlbach (Gückelmbach[15]) (links), 2,4 km, 3,45 km², bei Pfaffendorf , 298 m ü. NHN
    - Breitenbach[16] (links), 0,9 km, südöstlich des Großsaarhofs , 317 m ü. NHN

  - Reichertsbach (links), 1,1 km[4], bei der Hauckenmühle , 286 m ü. NHN
  - Schellenbach (Schneller Bach[17]) (links), 3,3 km, 5,25 km², nördlich von Pfarrweisach , 284 m ü. NHN
    - Junkersdorfer Graben (links) 0,8 km[4], südsüdöstlich von Altenstein , 329 m ü. NHN
    - Röhrichsbach (links), 1,2 km[4], südlich von Rabelsdorf, 301 m ü. NHN

  - Saarbach (links), 0,4 km[4] (mit Hinterem Saarbachgraben 2,65 km), 2,41 km², südlich von Pfarrweisach , 275 m ü. NHN
    - Hinterer Saarbachgraben (linker Oberlauf, Hauptstrang), 2,3 km, südlich von Pfarrweisach , 283 m ü. NHN
    - Vorderer Saarbachgraben (rechter Oberlauf, Nebenstrang), 0,9 km, südlich von Pfarrweisach , 283 m ü. NHN
- Leuzendorfer Graben (rechts), 4,4 km[4], in Kraisdorf , 269 m ü. NHN
  - Rehschlagsgraben (rechts), 1,2 km[4], östlich von Leuzendorf i.UFr., , 304 m ü. NHN
- Albersdorfer Mühlbach[18]  (rechts), 8,2 km, 28,89 km², ostnordöstlich von Brünn , 267 m ü. NHN
  - Finsterbach (rechts), 3,0 km[4], , 337 m ü. NHN
    - Speierlingsgraben[19] (links), 0,9 km[4], , 342 m ü. NHN

  - Aubach (rechts), 2,4 km[4], westnordwestlich von Bramberg , 327 m ü. NHN
  - Sulzenbach (rechts), 2,3 km[4], in Bramberg , 318 m ü. NHN
  - Brünner Dorfbach (links), 6,3 km[4], ostnordöstlich von Brünn , 268 m ü. NHN
    - Judenbrünnlein (links), 1,5 km[4], in Bischwind am Raueneck , 299 m ü. NHN
    - Altendorfbächlein (rechts), 1,6 km[4], östlich von Bischwind , 291 m ü. NHN
- Heuchelbach[20] (links), 0,7 km[4], ostnordöstlich von Frickendorf , 265 m ü. NHN
- Fischbach (links), 2,6 km[4] (mit Feuerseegraben 3,8 km), nördlich von Höchstädten , 264 m ü. NHN
  - Böckleinsgraben (rechter Oberlauf), 1,0 km[4], , 304 m ü. NHN
  - Feuerseegraben (linker Oberlauf), 1,2 km[4], , 304 m ü. NHN
  - Herbelsdorfer Graben (rechts), 2,7 km[4], bei Fischbach , 279 m ü. NHN
- Preppach (rechts), 6,2 km (mit Jesserndorfer Bach 11,8 km), 24,51 km², östlich von Ruppach , 260 m ü. NHN
  - Jesserndorfer Bach (linker Oberlauf, Hauptstrang), 5,6 km, 6,94 km², südlich von Gemünd , 299 m ü. NHN
    - Possichgraben (rechts), 1,7 km[4], östlich von Jesserndorf , 314 m ü. NHN
    - Haßenbach (rechts), 2,9 km[4], östlich von Jesserndorf , 306 m ü. NHN

  - Weißenbrunner Ortsbach (rechter Oberlauf, Nebenstrang), 3,1 km, 6,01 km², südlich von Gemünd , 299 m ü. NHN
    - Dorfgrundbach (rechts), 3,0 km[4], nordnordöstlich von Welkendorf , 301 m ü. NHN

  - Herrnbirkengraben (rechts), 0,9 km[4], östlich der Pöppelsmühle , 284 m ü. NHN
  - Vorbacher Graben (links), 2,6 km[4], in Unterpreppach , 273 m ü. NHN
- Angerbach (links, in den Teilungsarm Mühlbach), 2,9 km[4], in Ebern , 260 m ü. NHN
  - Spitalgraben (links), 1,7 km[4],  bei Ebern , 274 m ü. NHN
    - Fichtigsgraben (links), 0,7 km[4], östlich von Ebern , 294 m ü. NHN
- Eichelbach (rechts), 7,3 km, 14,50 km², östlich von Heubach , 257 m ü. NHN
  - Hirtengraben (rechts), 1,0 km[4] südwestlich von Eichelberg , 283 m ü. NHN
  - Hinterbach (links), 4,6 km[4], bei Heubach , 261 m ü. NHN
    - Seebach (rechts), 0,9 km[4], bei Reutersbrunn , 293 m ü. NHN
- Silberbach (links), 2,7 km[4], nordwestlich von Lind , 256 m ü. NHN
  - Losberggraben (rechts), 1,1 km[4], , 279 m ü. NHN
- Seebach (rechts), 2,2 km[4] (mit Bachgraben 4,1 km), in Rentweinsdorf in die Alte Baunach , 254 m ü. NHN
  - Bachgraben (rechter Oberlauf, Hauptstrang), 1,9 km[4] , 275 m ü. NHN
    - Tiefer Graben[21] (rechts), 0,7 km[4] , 305 m ü. NHN

  - Schäfergraben (linker Oberlauf, Nebenstrang), 0,9 km[4], , 275 m ü. NHN
  - Namenloser Auengraben (links)
    - Schmitzgraben (links), 0,9 km[4], nördlich von Rentweinsdorf , 255 m ü. NHN
- Winkelgraben (links), 2,2 km[4], bei der Treinfeldsmühle , 255 m ü. NHN
- Buchholzgraben (rechts), 1,6 km[4], südöstlich von Rentweinsdorf  , 253 m ü. NHN
- Brünninggraben (links), 1,5 km[4], südlich von Untermanndorf , 249 m ü. NHN
- Laimbach (rechts), 9,5 km, 17,79 km², westlich des Zeitzenhofs , 248 m ü. NHN
  - Geigertbach (rechts), 1,9 km[4], in Salmsdorf , 292 m ü. NHN
  - Teufelsgraben (rechts), 0,6 km[4], östlich von Salmsdorf , 287 m ü. NHN
  - Finselsgraben[22] (links), 1,1 km[4], , 282 m ü. NHN
  - Erlengrundgraben (links), 0,6 km[4], westlich von Mauschendorf , 275 m ü. NHN
  - Holzgraben (Teufelsgraben[23])  (rechts), 3,9 km[4], in Gerach , 265 m ü. NHN
- Röthengraben (links), 1,4 km[4], westlich des Zeitzenhofs , 248 m ü. NHN
- Knockgraben (rechts), 0,9 km[4], nordöstlich von Reckendorf , 247 m ü. NHN
- Hautenbach (rechts), 2,9 km[4], am Nordrand von Reckendorf , 247 m ü. NHN
- Seitenbach (rechts), 2,6 km[4], bei Reckendorf , 245 m ü. NHN
- Grundgraben (links), 1,4 km[4], beim Leucherhof , 244 m ü. NHN
- Sendelbach (rechts), 5,8 km, 11,03 km², östlich von Reckenneusig , 243 m ü. NHN
  - Klingengraben[24] (rechts), 1,0 km[4], westlich von Priegendorf , 295 m ü. NHN
  - Hutbach (links), 2,0 km[4], in Priegendorf , 282 m ü. NHN
  - Rehgraben[25] (rechts), 1,1 km[4], bei Priegendorf , 281 m ü. NHN
  - Lauterer Graben (rechts), 1,3 km[4], in Dorgendorf , 266 m ü. NHN

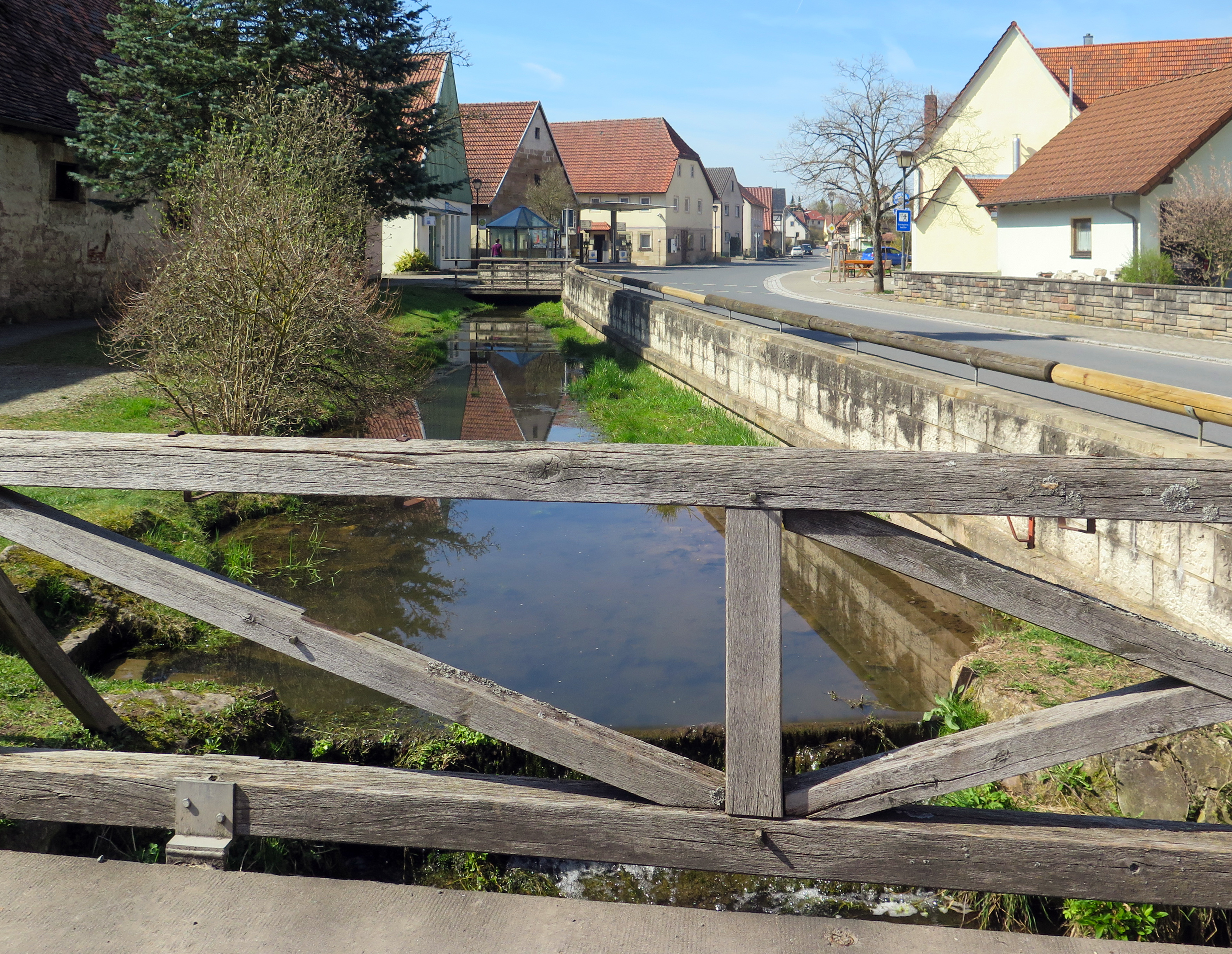
Die Lauter

- Lauter (rechts), 21,5 km, 41,02 km², in Baunach , 237 m ü. NHN
  - Lauter[26] (GKZ 241882) (links), 1,2 km, 2,38 km², nordwestlich von Pettstadt , 368 m ü. NHN
  - Alte Lauter (links), 3,1 km, 2,95 km², in Kirchlauter , 331 m ü. NHN
  - Hofwiesenbach (links), 1,9 km, 1,43 km², in Rudendorf , 293 m ü. NHN
  - Schnitziggraben (links), 1,2 km[4], nordwestlich von Leppelsdorf , 288 m ü. NHN
  - Seegraben (links), 0,9 km[4], in Leppelsdorf , 287 m ü. NHN
  - Schöngrundgraben (links), 0,7 km[4], , 283 m ü. NHN
  - Eichengrundgraben[27] (links), 1,5 km[4], bei Lauter , 273 m ü. NHN
  - Hirschgraben (rechts), 0,5 km[4], in Appendorf , 263 m ü. NHN
  - Katzenbach (links), 1,1 km[4], östlich von Appendorf , 258 m ü. NHN
  - Klingersgraben[28] (links), 1,9 km[4], in Godeldorf , 252 m ü. NHN